# Ружиця (Ямбольська область)
Ру́жиця (болг. Ружица) — село в Ямбольській області Болгарії. Входить до складу общини Болярово.

## Населення
За даними перепису населення 2011 року у селі проживали 111 осіб.
Національний склад населення села:
| Національність   | Кількість осіб | Відсоток |
| ---------------- | -------------- | -------- |
| болгари          | 94             | 84,7%    |
| цигани           | 9              | 8,1%     |
| турки            | 0              | 0%       |
| інша             | 8              | 7,2%     |
| не визначились   | 0              | 0%       |
| Всього відповіли | 111            |          |

Розподіл населення за віком у 2011 році:
Динаміка населення: